# Spiridens flagellosus
Spiridens flagellosus là một loài rêu trong họ Spiridentaceae. Loài này được Schimp. mô tả khoa học đầu tiên năm 1865.